# Палаццо Барбариго-делла-Терацца
Палаццо Барбариго-делла-Терацца (итал. Palazzo Barbarigo della Terrazza — Палаццо Барбариго с террасой) — палаццо (городской дворец) в Венеции на Гранд-канале, расположенный в сестиере (районе) Сан-Поло рядом с Палаццо Пизани-Моретта. Здание построено в 1568—1569 годах по заказу знатного семейства Барбариго.

## История

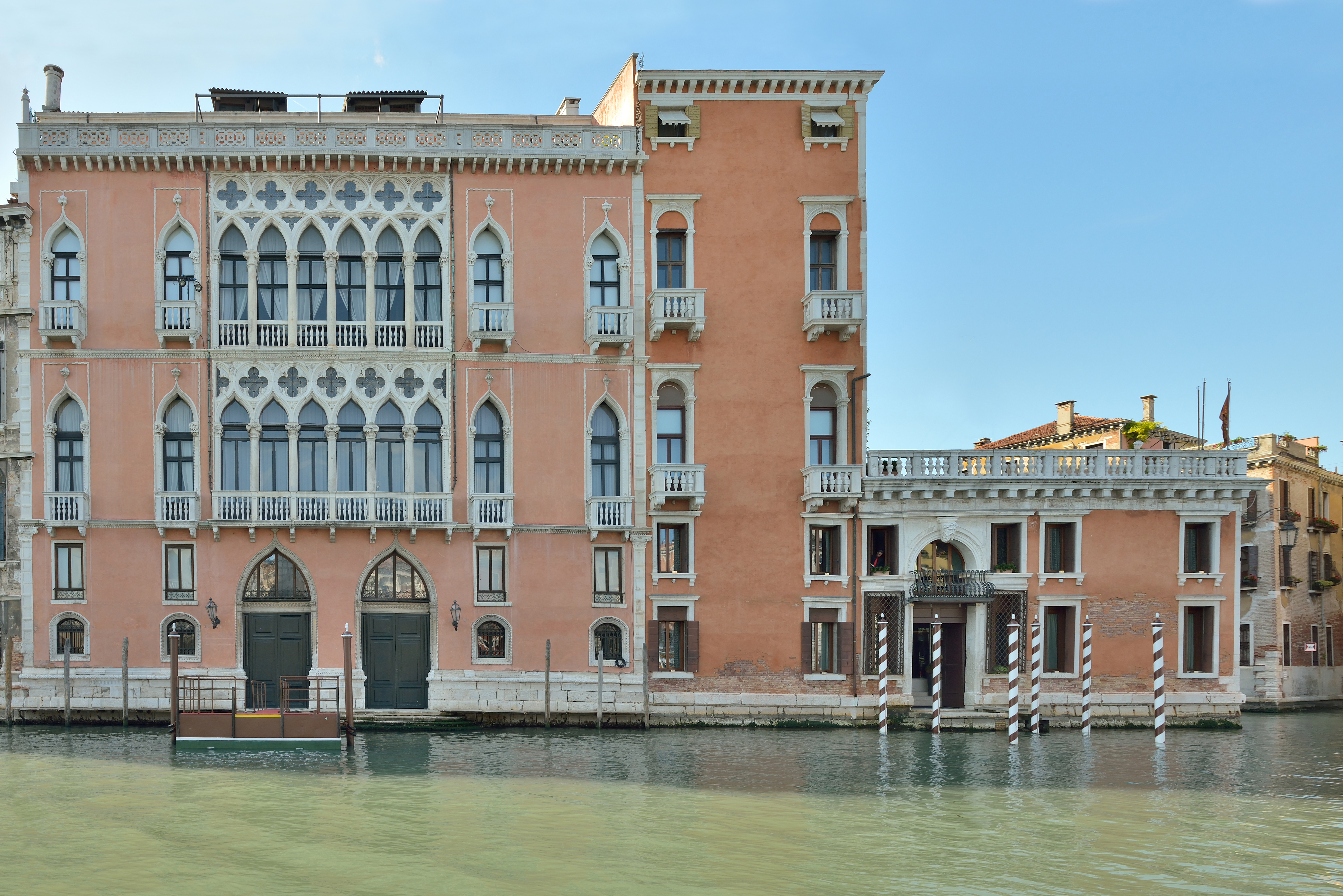
Вид с Гранд-канала. Слева: Палаццо Пизани-Моретта, справа: «Палаццо Барбариго с террасой»

В 1739 году состоялся брак между Филиппо Барбариго, представителем семьи, владеющей дворцом, и Кьярой Пизани Моретта, принадлежащей семье, которая в то время владела соседним зданием: Палаццо Пизани-Моретта. После этого два здания были соединены с помощью проходов (passatici), которые позволяли переходить из одного в другое через разделяющую их узкую улицу, под названием Рамо Пизани Барбариго. Проходы всё еще существуют, но они замурованы, так как в настоящее время здания принадлежат разным владельцам.
Палаццо Барбариго неоднократно меняло собственника. С годами палаццо стало резиденцией частной художественной галереи. Её создал сын Даниэле по имени Кристофоро Барбариго. Галерея перестала существовать в XIX веке.
В настоящее время на нижних этажах находится основанный в 1972 году Немецкий центр венецианских исследований (Centro Tedesco di Studi Veneziani) и отель, а второй этаж принадлежит семье Лоредан.

## Архитектура
Здание имеет необычный Г-образный план, из-за наличия на «благородном этаже» (итал. piano nobile) большой террасы (terrazza) с видом на Гранд-канал и Рио-ди-Сан-Поло, что отразилось в названии палаццо. Здание простирается на 24 метра вдоль реки Рио-ди-Сан-Поло и на 14 метров вдоль Гранд-канала. Несколько десятилетий назад терраса использовалась в качестве сада на крыше. Неширокий фасад, выходящий на Гранд-канал, граничит с Палаццо Пизани-Моретта; он не имеет украшений за исключением большого арочного окна над входным порталом и балюстрады террасы.

## Интерьер
Несмотря на упадок картинной галереи Барбариго в XIX веке, что привело к рассеиванию большей части художественного наследия, внутри здания сохранились лепнина стукко и росписи разных периодов, в том числе работы Винченцо Гуараны, сына более известного Якопо, а также расписные плафоны Джованни Баттисты Менгарди.
Росписи палаццо изображают славу семьи Барбариго. Наиболее ценными картинами являются «Коронация дожа Марко Барбариго» и «Дож Агостино Барбариго получает кипрскую корону от Катерины Корнаро». На первом этаже сохранились оригинальные украшения и коллекция картин с портретами дожей, заключённых в богато орнаментированные деревянные рамы.

## Картинная галерея Барбариго
Знаменитая художественная галерея возникла во многом благодаря собирательской деятельности Кристофоро Барбариго. В 1845 году в галерее числилось 102 картины, созданные такими художниками, как Джорджоне, Джованни Беллини, Пальма иль Веккьо, Рубенс, Гвидо Рени и Тициан. Наличие семнадцати работ Тициана навело некоторых критиков прошлого на мысль, что у знаменитого живописца была студия в Палаццо Барбариго. В 1845 году в Венеции был опубликован каталог коллекции Барбариго.
В 1850 году галерея была продана владельцем здания Николо Джустинианом через посредство русского генерального консула в Венеции А. В. Хвостова российскому императору Николаю I за сумму 525 тысяч франков. Из состава этого приобретения ныне в Санкт-Петербургском Эрмитаже происходят все картины Тициана за исключением Данаи и Бегства в Египет. Однако шедевров в коллекции Барбариго было сравнительно немного, из-за чего в российской публицистике возникла полемика и жёсткая критика этого приобретения за столь высокую цену.